# سيرهي شيفتشوك (لاعب كرة قدم)
سيرهي شيفتشوك (بالأوكرانية: Шевчук Сергій Миколайович)‏ هو لاعب كرة قدم أوكراني في مركزي الدفاع والوسط، ولد في 18 يونيو 1985 في Makariv ‏ في أوكرانيا. شارك مع منتخب أوكرانيا تحت 21 سنة لكرة القدم. أما مع النوادي، فقد لعب مع زوريا لوهانسك وشاختار دونيتسك ونادي إيليتشيفيتس ماريوبول.

## وصلات خارجية
- سيرهي شيفتشوك على موقع اتحاد أوكرانيا (الإنجليزية)
- سيرهي شيفتشوك على موقع قاعدة بيانات كرة القدم.إي يو (الإنجليزية)
- سيرهي شيفتشوك على موقع Soccerbase.com (لاعب) (الإنجليزية)
- سيرهي شيفتشوك على موقع Soccerway.com (الإنجليزية)
- سيرهي شيفتشوك على موقع عالم كرة القدم.نت (الإنجليزية)